# 내 첫사랑을 너에게 바친다
《내 첫사랑을 너에게 바친다》(僕の初恋をキミに捧ぐ)는 아오키 코토미에 의한 일본의 순정만화이다.

## 만화 소개
전작 《나는 여동생을 사랑한다》의 스핀 오프 작품으로, 2005년 17호부터 2008년 15호까지 "소녀 코믹"(쇼가쿠칸)에서 연재되었다.
2007년, 제53회 (2007년도) 쇼가쿠칸 만화상 소녀부문 수상하였다. 발행 부수는 750 만부 돌파, 2009년에 실사 영화화되었으며, 2019년 1월부터 드라마로 방영한다.

## 영화
《내 첫사랑을 너에게 바친다》(僕の初恋をキミに捧ぐ)는 2009년 10월 24일 도호에서 배급, 개봉된 영화이다.
주연은 오카다 마사키와 이노우에 마오의 첫 공동 출연으로, 감독에는 영화 《다만, 널 사랑하고 있어》의 신조 타케히코가 맡았다.
캐치 카피는 "우리의 연애는 시간 제한이있다."

### 등장 인물
- 타네다 마유 - 이노우에 마오 / 쿠마다 세아 (어린시절)
- 카키노우치 타쿠마 - 오카다 마사키 / 고바야시 카이토 (어린시절)
- 카키노우치 미노루 - 스기모토 텟타
- 카키노우치 료코 - 모리구치 요코
- 스즈야 코우 - 호소다 요시히코
- 우에하라 쇼 - 하라다 나츠키
- 스기야마 리츠 - 쿠보타 마사타카
- 타무라 유코 - 테라다 유키
- 스즈야 요시미 - 호리우치 케이코
- 스즈야 류조 - 야마모토 가쿠
- 타네다 타카히토 - 나카무라 토오루

### 제작진
- 감독 : 신조 타케히코
- 원작 : 아오키 코토미
- 각본 : 반도 켄지
- 음악 : 이케 요시히로
- 총괄 프로듀서 : 오쿠다 세이지
- 프로듀서 : 하타케야마 나오토, 아베 켄조
- 촬영 : 코미야마 미츠루
- 녹음 : 마시코 히로아키
- 제작 : 영화 "호타루의 빛" 제작위원회 (NTV, 쇼우갓칸, PPM, 도호, 요미우리TV방송, DN 드림 파트너즈, Bob, FM 도쿄)
- 배급 : 도호